# Liste der Kulturdenkmale in Brande-Hörnerkirchen
In der Liste der Kulturdenkmale in Brande-Hörnerkirchen sind alle Kulturdenkmale der schleswig-holsteinischen Gemeinde Brande-Hörnerkirchen (Kreis Pinneberg) und ihrer Ortsteile aufgelistet (Stand: 10. März 2025).

## Legende
In den Spalten befinden sich folgende Informationen:
- Objekt-ID: die Nummer des Kulturdenkmales
- Lage: die Adresse des Kulturdenkmales und die geographischen Koordinaten. Kartenansicht, um Koordinaten zu setzen. In der Kartenansicht sind Kulturdenkmale ohne Koordinaten mit einem roten Marker dargestellt und können in der Karte gesetzt werden. Kulturdenkmale ohne Bild sind mit einem blauen Marker gekennzeichnet, Kulturdenkmale mit Bild mit einem grünen Marker.
- Offizielle Bezeichnung: Bezeichnung des Kulturdenkmales
- Beschreibung: die Beschreibung des Kulturdenkmales
- Bild: ein Bild des Kulturdenkmales

## Sachgesamtheiten
| Objekt-ID      | Lage                                                         | Offizielle Bezeichnung | Beschreibung | Bild            |
| -------------- | ------------------------------------------------------------ | ---------------------- | --- | --------------- |
| 40788 Wikidata | Kirchenstraße 5, Kirchenstraße (53° 51′ 21″ N, 9° 42′ 20″ O) | Kirche Hörnerkirchen   | Aktualisierung vorgesehen - Begründung: geschichtlich, wissenschaftlich, künstlerisch, städtebaulich, Kulturlandschaft prägend - Schutzumfang: Kirche mit Ausstattung, Glockenstuhl, Kirchhof, Grabmale bis 1870, Feldsteinwall, Lindenkranz (Kirchenstraße); Pastorat (Kirchenstraße 5) | Fotos hochladen |

## Bauliche Anlagen
| Objekt-ID     | Lage                                          | Offizielle Bezeichnung | Beschreibung | Bild                             |
| ------------- | --------------------------------------------- | ---------------------- | --- | -------------------------------- |
| 605 Wikidata  | Dorfstraße 5 (53° 51′ 22″ N, 9° 43′ 16″ O)    | Kate                   | Alteintragung (Aktualisierung vorgesehen) - Begründung: geschichtlich - Schutzumfang: gesamtes Objekt - Denkmaltyp: Bauliche Anlage | Fotos hochladen                  |
| 3096 Wikidata | Kirchenstraße (53° 51′ 21″ N, 9° 42′ 20″ O)   | Kirche mit Ausstattung | Die evangelische Kirche wurde von 1749 bis 1752 erbaut. Das Vorbild war die Frederiksberg-Kirche in Kopenhagen. Nachdem die Kirche 1934 abgebrannt war, wurde sie 1935 / 1936 stark verändert wieder aufgebaut. Im Inneren befindet sich eine Taufe aus Holz aus dem Jahre 1751. Alteintragung (Aktualisierung vorgesehen) - Begründung: geschichtlich, künstlerisch, städtebaulich - Schutzumfang: Kirche mit Ausstattung, Glockenstuhl - Denkmaltyp: Bauliche Anlage, Sachgesamtheit: Kirche Hörnerkirchen | weitere Fotos \| Fotos hochladen |
| 9409 Wikidata | Kirchenstraße 5 (53° 51′ 20″ N, 9° 42′ 17″ O) | Pastorat               | Alteintragung (Aktualisierung vorgesehen) - Begründung: geschichtlich, wissenschaftlich, künstlerisch, städtebaulich - Schutzumfang: Alteintragung (Aktualisierung vorgesehen) - Denkmaltyp: Bauliche Anlage, Sachgesamtheit: Kirche Hörnerkirchen | Fotos hochladen                  |

## Gründenkmale
| Objekt-ID      | Lage                                        | Offizielle Bezeichnung | Beschreibung | Bild            |
| -------------- | ------------------------------------------- | ---------------------- | --- | --------------- |
| 19762 Wikidata | Kirchenstraße (53° 51′ 20″ N, 9° 42′ 19″ O) | Kirchhof               | Alteintragung (Aktualisierung vorgesehen) - Begründung: geschichtlich, Kulturlandschaft prägend - Schutzumfang: Kirchhof, Grabmale bis 1870, Feldsteinwall, Lindenkranz - Denkmaltyp: Gründenkmal, Sachgesamtheit: Kirche Hörnerkirchen | Fotos hochladen |

## Ehemalige Kulturdenkmale
Bis zum Inkrafttreten der Neufassung des schleswig-holsteinischen Denkmalschutzgesetzes am 30. Januar 2015 waren nachfolgend aufgeführte Objekte als Kulturdenkmale gemäß §1 des alten Denkmalschutzgesetzes (DSchG SH 1996) geschützt:
| Objekt-ID | Lage                                                | Offizielle Bezeichnung | Beschreibung | Bild            |
| --------- | --------------------------------------------------- | ---------------------- | ------------ | --------------- |
|           | Dorfstraße 7 (Brande) (53° 51′ 22″ N, 9° 43′ 18″ O) | Scheune                |              | Fotos hochladen |
|           | Dorfstraße 46 (Brande) (53° 51′ 3″ N, 9° 43′ 14″ O) | Schule                 |              | Fotos hochladen |
|           | Kirchenstraße 4 (53° 51′ 22″ N, 9° 42′ 17″ O)       | Küsterhaus             |              | Fotos hochladen |

## Quelle
- Liste der Kulturdenkmale in Schleswig-Holstein – Kreis Pinneberg (PDF)

- Karte mit allen Koordinaten:
- OSM |
- WikiMap